# Chiney Ogwumike
Chinenye „Chiney” Ogwumike (ur. 22 marca 1992 w Tomball) – amerykańska koszykarka, nigeryjskiego pochodzenia, występująca na pozycji silnej skrzydłowej, obecnie zawodniczka Los Angeles Sparks.
Jej starsza o dwa lata siostra – Nneka Ogwumike jest również zawodową koszykarką.
28 kwietnia 2019 trafiła w wyniku wymiany do Los Angeles Sparks, gdzie występowała razem ze swoją starszą siostrą Nneką. 3 marca 2021 podpisała kolejną, wieloletnią umowę z klubem, z Los Angeles.

## Osiągnięcia
Stan na 10 marca 2021, na podstawie, o ile nie zaznaczono inaczej.
NCAA
- Uczestniczka rozgrywek:
  - NCAA Final Four (2011, 2012, 2014)
  - Sweet Sixteen turnieju NCAA (2011–2014)
- Mistrzyni:
  - turnieju konferencji Pac-10/12 (2011–2013)
  - sezonu regularnego Pac-10/12 (2011–2014)
- Zawodniczka Roku:
  - im. Woodena (John R. Wooden Award – 2014)[5]
  - Konferencji Pac-12 (2013, 2014)
- Obrończyni Roku Konferencji Pac-12 (2013, 2014)
- Pierwszoroczniaczka Roku Konferencji Pac-10 (2011)
- Zaliczona do:
  - I składu:
    - All-American (2014 przez ESPNW, USBWA)
    - konferencji Pac-10/12 (2011–2012)
    - turnieju konferencji Pac-10/12 (2011)
    - pierwszoroczniaczek konferencji Pac-10 (2011)
    - defensywnego konferencji Pac-10 (2011)

Drużynowe
- Mistrzyni Włoch (2015)
- Zdobywczyni:
  - pucharu Włoch (2015)
  - superpucharu Włoch (2014)
- Finalistka pucharu Turcji (2016)
- Uczestniczka rozgrywek Euroligi (2015)

Indywidualne
- Debiutantka Roku WNBA (2014)[6]
- Uczestniczka meczu gwiazd WNBA (2014, 2018)
- Zaliczona do I składu debiutantek WNBA (2014)
- Liderka ligi włoskiej w zbiórkach (2015)

Reprezentacja
- Mistrzyni:
  - Uniwersjady (2011)[7]
  - Ameryki U–18 (2010)[8]